# André de Lorde
André de Lorde, né le 11 juillet 1869 à Toulouse et mort le 6 septembre 1942 à Antibes, est un écrivain, dramaturge et scénariste français.
Surnommé « le prince de la terreur », il est surtout connu grâce aux pièces qu'il a écrites pour le théâtre du Grand-Guignol.

## Biographie
Fils d'un médecin, André de Latour, comte de Lorde, issu d'une famille d'aristocrates désargentés, devient l'auteur emblématique des pièces de Grand-Guignol du début du XXe siècle.
Après un stage au barreau et un autre au ministère des Finances, il occupe un paisible poste de bibliothécaire, le jour, à la Bibliothèque de l'Arsenal, puis à la Bibliothèque Sainte-Geneviève.
La nuit venue, il se transforme toutefois en dramaturge de l'obscène et de la terreur. Son œuvre comprend 150 pièces de théâtre, dont quelques comédies et des adaptations de romans et nouvelles à la scène (Maupassant, Octave Mirbeau, Edgar Allan Poe), mais pour l'essentiel presque toutes dévolues à la mise en scène de l'horreur. Certaines de ses pièces furent écrites avec l'aide de collaborateurs, et notamment avec le psychologue Alfred Binet, qui le secondait lorsque le sujet de la pièce traitait de sujets médicaux comme l'hystérie ou l'aliénation. Ami de Maurice Renard, le théoricien du genre littéraire merveilleux-scientifique, André de Lorde fait rentrer le domaine merveilleux-scientifique au théâtre, avec par exemple les pièces Le Système du docteur Goudron et du professeur Plume (1903), L'horrible expérience (1909) ou encore Le Laboratoire des hallucinations (1916), dans lesquelles des scientifiques commettent des expériences médicales souvent sanguinaires et amorales.
Il signe aussi, presque toujours en collaboration avec Maurice Landay, quelques romans policiers, dont L'Étrange Amant du mal (1923), « ténébreuse histoire de vengeance dans laquelle l'auteur évoque les divers procédés de l'hypnotisme ». Il est en outre l'auteur de nombreux contes extraordinaires, peuplés de criminels, de fous, de damnés, de spectres, d'où se dégage une véritable poésie de la peur et de l'épouvante.
Il a également signé les scénarios de plusieurs films de l'époque du cinéma muet.

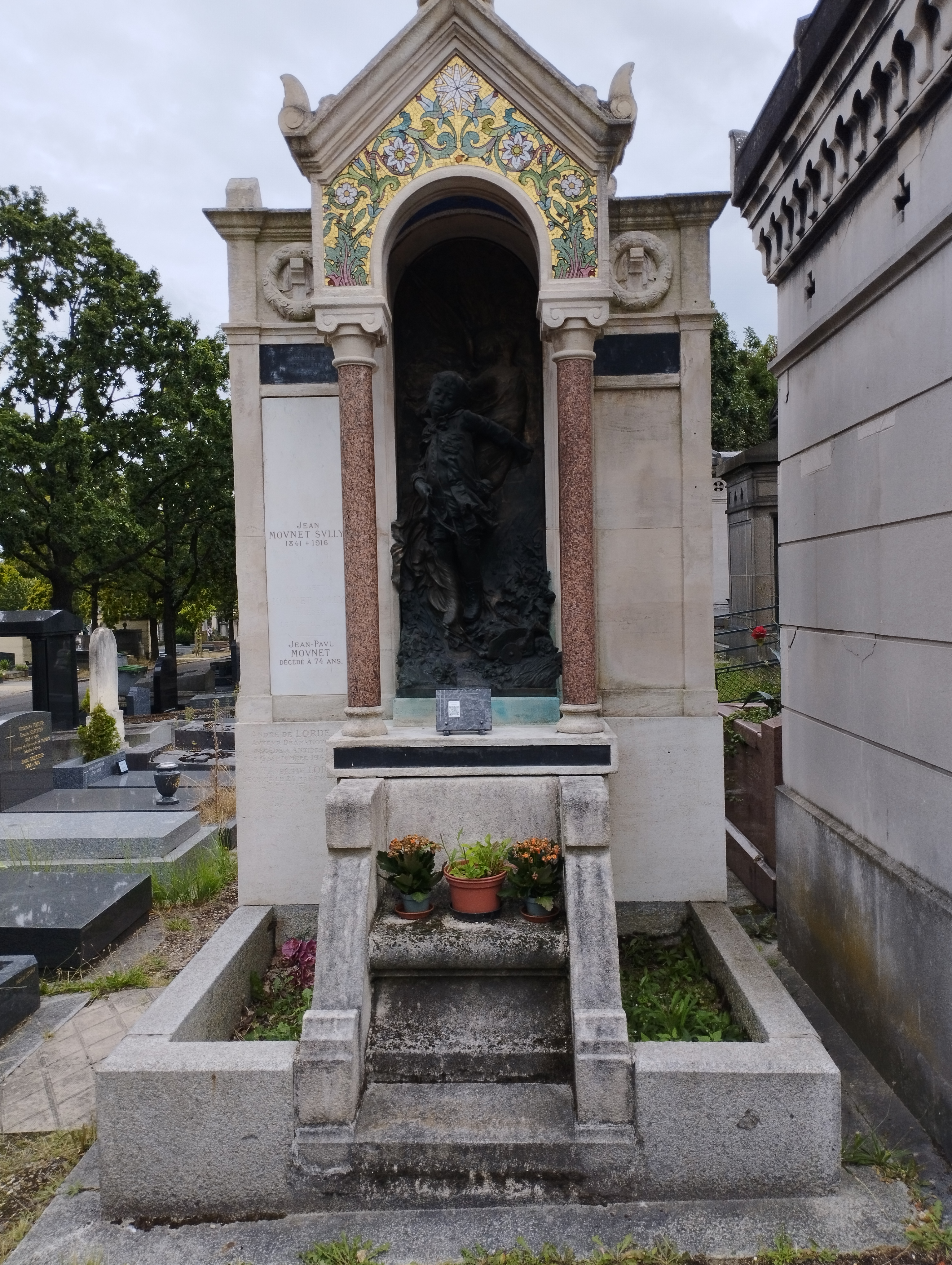
Tombe d'André de Lorde au cimetière du Montparnasse (division 8).

Il est inhumé au cimetière du Montparnasse (division 8).

## Œuvres

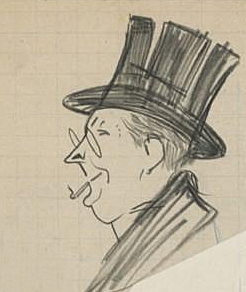
André de Lorde : caricature par Charles Gir.

### Théâtre
- Monsieur, Madame et... les autres, pièce en 1 acte, en prose, Paris, Cercle d'art, 22 mars 1891
- Une bonne farce, pièce en 1 acte, d'après la nouvelle de Jean Reibrach, Paris, Théâtre de la Roulotte, 9 novembre 1897
- Dans la nuit, pièce en 5 actes, avec Eugène Morel, Paris, Cercle des Escholiers, 18 novembre 1897
- Madame Blanchard, comédie en 1 acte, en prose, Paris, Théâtre du Vaudeville, 9 novembre 1898
- Loreau est acquitté, pièce en 1 acte, avec Eugène Morel, Paris, Comédie-Parisienne, 22 décembre 1898
- Rêves d'un soir ! comédie en 1 acte, avec Jean Marsèle, Paris, Nouveau-Théâtre, 11 mars 1899
- L'Affaire Boreau, comédie en 1 acte, avec Eugène Morel, 1899
- Old Nubian's Black ! bouffonnerie en 1 acte, Paris, Théâtre de la Roulotte, 18 novembre 1899
- La Lettre, pièce en 1 acte, d'après une nouvelle de Gustave Guiches, Paris, Grand-Guignol, 7 avril 1900
- La Dormeuse, pièce en 2 actes, Paris, Théâtre de l'Odéon, 9 février 1901
- Doux Espoirs ! comédie en 1 acte, avec Jean Marsèle, Paris, Théâtre de la Gaîté, 16 avril 1901
- Hermance a de la vertu ! comédie en 2 actes, avec Claude Roland, Paris, Théâtre du Gymnase, 27 septembre 1901
- Ma négresse ! vaudeville en 1 acte, avec Claude Roland, Paris, Théâtre Déjazet, 27 octobre 1901
- Au téléphone... pièce en 2 actes, avec Charles Foleÿ, Paris, Théâtre Antoine, 27 novembre 1901
- La Vieille, pièce en 2 actes et en prose, tirée d'une nouvelle de Guy de Maupassant, Paris, Grand Guignol, 10 novembre 1902
- Le Système du docteur Goudron et du professeur Plume, drame en 1 acte, d'après Edgar Poe, Paris, Grand Guignol, 3 avril 1903
- Attaque nocturne, pièce en 2 actes et 3 tableaux, avec Alfred Masson-Forestier, Paris, Théâtre Antoine, 6 mai 1903
- L'Idiot, drame en 2 actes, Paris, Théâtre de l'Odéon, 29 octobre 1903
- La Dernière Torture, drame en 1 acte, avec Eugène Morel, Paris, Grand Guignol, 2 décembre 1904
- L'Obsession, drame en deux tableaux, avec Alfred Binet, Paris, Grand Guignol, 17 mai 1905
- Madame Hercule, comédie en 1 acte, avec Georges Montignac, Paris, Scala, 7 octobre 1905
- La Nuit rouge, drame en 1 acte, avec Charles Foley, Paris, Nouvelle-Comédie, 21 octobre 1905
- La Victime, ou l'Affaire de l'impasse des Trois-Poulets, comédie en 1 acte, avec Michel Carré et Jean Marsèle, Paris, Nouvelle-Comédie, 23 février 1906
- Baraterie, drame en 2 actes, avec Alfred Masson-Forestier, Paris, Grand Guignol, 27 février 1906
- À qui le tour ? comédie en 1 acte, avec Jean Marsèle, Paris, Théâtre Fémina, 10 mai 1907
- Terre d'épouvante, pièce en 3 actes, avec Eugène Morel, Paris, Théâtre Antoine, 17 octobre 1907
- Cordon sanitaire, vaudeville en 1 acte, avec Georges Montignac, Paris, Eldorado, 29 février 1908
- Une leçon à la Salpétrière, tableau dramatique en 2 actes, Paris, Grand Guignol, 2 mai 1908
- Un concert chez les fous, pièce en 2 actes, avec Charles Foley, Paris, Grand Guignol, 29 janvier 1909
- L'Horrible Expérience, drame en 2 actes, avec Alfred Binet, Paris, Grand Guignol, 29 novembre 1909
- L'Innocent, comédie en 1 acte, avec Eugène Morel, Paris, Théâtre Antoine, 1909
- Sur la dalle, drame en 1 acte, avec Georges Montignac, Paris, Théâtre Moderne, 1909
- Bagnes d'enfants, drame en 4 actes, avec Pierre Chaine, d'après le roman En correction de Édouard Quet, Paris, Théâtre de l'Ambigu, 1er juin 1910
- L'Homme mystérieux, pièce en 3 actes, avec Alfred Binet, Paris, Théâtre Sarah-Bernhardt, 3 novembre 1910
- Figures de cire, drame en 2 actes, avec Georges Montignac, Paris, Grand Guignol, 25 novembre 1910
- Le Cœur de Floria, ballet, Paris, Théâtre de la Gaîté, 7 mai 1911
- La Petite Roque, drame en 3 actes, d'après la nouvelle de Guy de Maupassant, avec Pierre Chaine, Paris, Théâtre de l'Ambigu, 2 octobre 1911
- Sous les marronniers... farce en 1 acte, avec Jean Marsèle, Paris, Théâtre des Mathurins, 15 octobre 1911
- L'Amour en cage, comédie en 3 actes, avec Jean Marsèle et Frantz Funck-Brentano, Paris, Théâtre de l'Athénée, 23 novembre 1911
- Les Invisibles, tableau dramatique en 1 acte, avec Alfred Binet, Arènes de Nîmes, 23 juin 1912
- Ernestine est enragée ! vaudeville en 1 acte, avec Georges Montignac, Paris, théâtre Impérial , 7 février 1913
- Le Truc d'Adolphe, vaudeville en 1 acte, avec Léon Michel, Paris, Concert Mayol, 6 décembre 1913
- La Folie au Théâtre : L'Homme mystérieux. La Petite Roque. Les Invisibles, préface de M. le Professeur Gilbert Ballet, membre de l'Académie de Médecine, Paris, Fontemoing et Cie, 1913
- La Maffia, drame lyrique en 2 actes, avec Jean Marsèle, musique de Georges de Seynes, Nice, Opéra, avril 1914
- Un crime dans une maison de fous, drame en 2 actes, avec Alfred Binet, Paris, Grand Guignol, 17 juin 1915
- La Visiteuse, pièce en 1 acte, avec Henri Bauche, Paris, théâtre Impérial, 27 avril 1916
- Le Château de la mort lente, pièce en trois actes, avec Henri Bauche, Paris, Grand Guignol, 27 mai 1916
- La Bonne Amie, comédie en 1 acte, avec Henri Bauche, Paris, théâtre Impérial, Grand Guignol, 15 juin 1916
- Le Laboratoire des hallucinations, drame en trois actes, avec Henri Bauche, Paris, Grand Guignol, 29 novembre 1916
- L'Enfant mort, rame en deux actes et trois tableaux, avec Eugène Morel, Paris, Grand Guignol, 17 mars 1917
- Napoléonette, pièce en 5 actes et 1 prologue, d'après le roman de Gyp, avec Jean Marsèle, Paris, Théâtre Sarah-Bernhardt, 29 mai 1919
- Forfaiture, comédie musicale en 5 épisodes, d'après le film de Hector Turnbill, avec Paul Milliet, musique de Camille Erlanger, Paris, Théâtre de l'Opéra-Comique, 9 février 1921
- L'Homme de la nuit, drame en 2 actes, avec Léo Marchès, Paris, Grand Guignol, 1er octobre 1921
- Un beau tableau, comédie en 1 acte, avec Oscar Bouwens Van der Boijen, Paris, Grand Guignol, 10 mars 1922
- Mon p'tit Tom ! comédie en 1 acte, avec Léon Michel, Paris, Moulin de la Chanson, 10 avril 1922
- Le Cercueil de chair, drame en 2 actes, avec Henri Bauche, Paris, Grand Guignol, 18 mars 1924
- L'Homme aux chèques, pièce en 1 acte, avec José de Bérys, Grand Guignol, 1924
- Le Feu de joie, comédie en 3 actes, avec Claude Roland, Gand, Théâtre royal, 22 octobre 1924
- Mon curé chez les riches, pièce en cinq actes, d'après le roman de Clément Vautel, avec Pierre Chaine, Paris, Théâtre Sarah-Bernardt, 4 mai 1925
- Le Cabinet du Docteur Caligari, drame en 7 tableaux, avec Henri Bauche, d'après le film de Carl Mayer et Hans Janowitz, Paris, Grand Guignol, 2 décembre 1925
- L'Étrangleuse, drame en un acte, Paris, Grand Guignol, 1er juillet 1926
- Les Nuits rouges de la Tchéka, drame en 2 actes, avec Henri Bauche, Paris, Grand Guignol, 14 décembre 1926
- La Chambre ardente, drame en deux actes, avec Henri Bauche, Paris, Grand Guignol, 7 janvier 1928
- Une nuit d'Edgar Poe, cauchemar en 1 acte, Paris, Théâtre Saint-Georges, février 1929
- Mon curé chez les pauvres, pièce en 5 actes, tirée du roman de Clément Vautel, avec Pierre Chaine, Paris, Théâtre Sarah-Bernhardt, 28 avril 1930
- Dans les dunes, pièce en 1 acte, avec Eugène Morel, 1930
- Le Roman d'une femme de chambre, pièce en trois actes écrite avec André Heuzé d'après le roman d'Octave Mirbeau, 1931
- Le Crime de la rue Morgue, pièce en deux actes écrite avec Eugène Morel d'après le roman d'Edgar Allan Poe, 1934
- L'Horrible Passion, pièce en trois actes, avec Henri Bauche, Paris, Grand Guignol, 22 juin 1934
- Jack l'éventreur, pièce en trois actes, avec Pierre Chaine, Paris, Grand Guignol, 30 septembre 1934. Repris en 2018 à Angers au Théâtre Le Quai - Centre Dramatique National dans une mise en scène de Wadih Cormier et Pierre Daraize avec Emmanuel Leicher
- Magie noire, drame en trois tableaux, avec Henri Bauche, Paris, Grand Guignol, 14 février 1935

### Publications

#### Romans

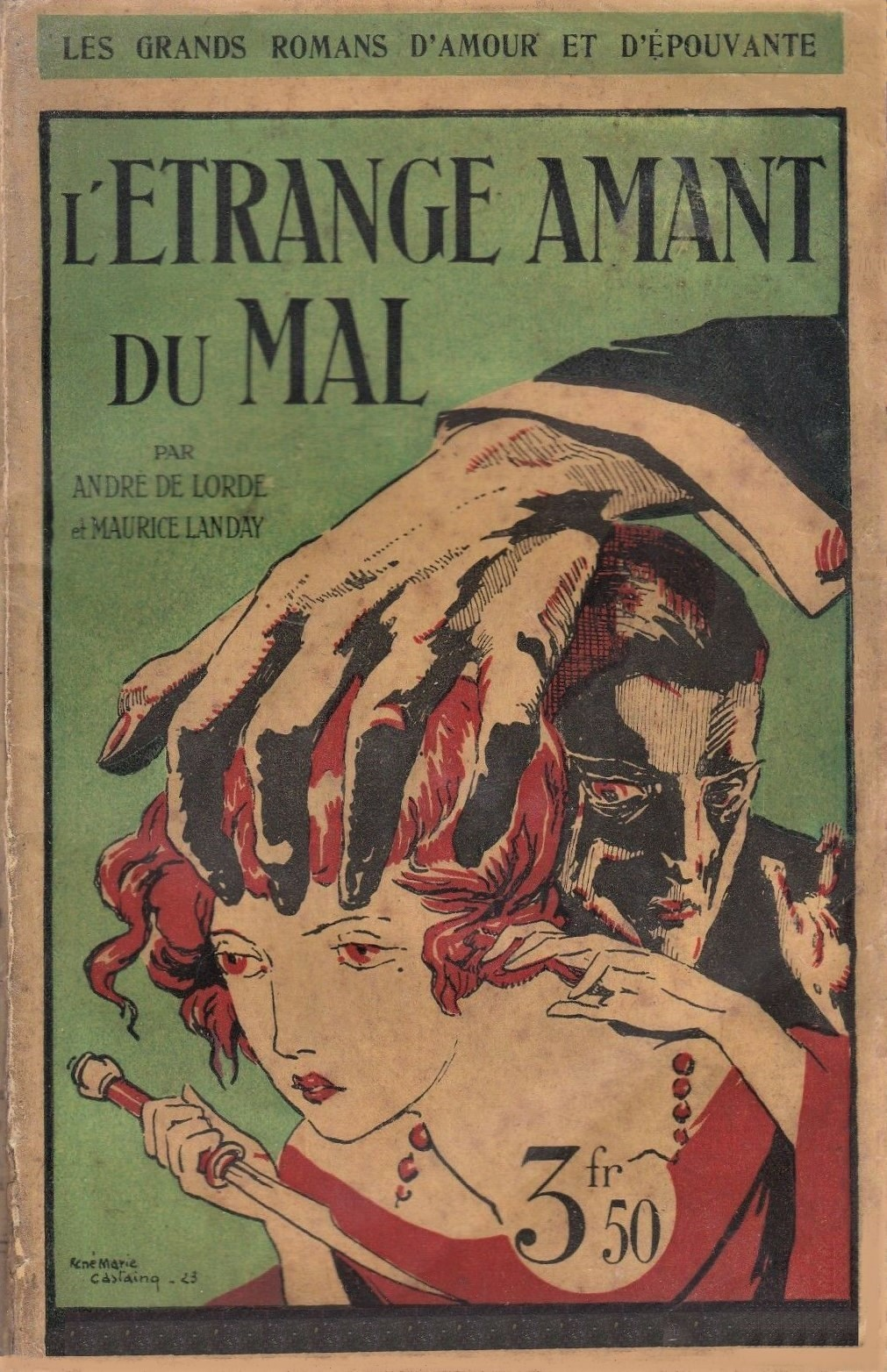
L'Étrange Amant du mal, couverture illustrée par René-Marie Castaing, 1923.

- Rosette, ou l'Amoureuse conspiration, avec Frantz Funck-Brentano, roman, 1912
- Forfaiture, avec Maurice Landay. Paris : Fayard, coll. « Le Livre populaire » no 182, 1922
- L'Étrange Amant du mal, avec Maurice Landay. Paris : La Renaissance de Livre, coll. « Les Grands Romans d'amour et d'épouvante », 1923
- Le Second Crime de la dame en noir, avec Maurice Landay, 1929

#### Théâtre
- Théâtre d'épouvante. Paris : E. Fasquelle, 1909, 319 p.
- Le Grand-Guignol : le théâtre des peurs de la Belle-Epoque / édition Agnès Pierron. Paris : R. Laffont, coll. "Bouquins", 1995, 1530 p.  (ISBN 2-221-06901-3)
- Le Crime de la rue Morgue, in Traité de Simiacologie appliquée, Bibliogs, Collection Sérendipité, 2016.  (ISBN 979-10-94282-16-8)

#### Recueils de nouvelles
- Cauchemars, Paris : Ollendorff, 1912
- Frissons, Paris : La Renaissance du Livre, 1921
- La Galerie des monstres, Paris : Figuière, 1928
- Contes du Grand-Guignol, édition établie par Jean-Claude Bernardo, Fleuve noir, coll. « Super poche » no 7, 1993  (ISBN 2-265-04900-X)
- Le Grand Mystère : et autres histoires fantastiques. L'Isle-Adam : Éditions de Saint-Mont, 2001, 110 p.  (ISBN 2-84755-005-4)
- Dernière Conquête (11 nouvelles), 1942 ; L'Isle-Adam : Éditions de Saint-Mont, 2002, 103 p.  (ISBN 2-84755-006-2)

#### Autres textes
- Pour jouer la comédie de salon, guide pratique du comédien mondain, 1908
- Les Maîtres de la peur, avec Albert Dubeux, Paris : Delagrave, 1927 (anthologie)

## Adaptations cinématographiques
- 1909 : La Villa solitaire (The Lonely Villa), réalisé par David W. Griffith, d'après Au téléphone..
- 1911 : Fumeur d'opium, réalisé par Émile Chautard[4]
- 1911 : Une nuit d'épouvante, réalisé par Émile Chautard[4]
- 1911 : La Justice de la mort, réalisé par Victorin Jasset
- 1911 : Le Crime d'un fils, de Victorin Jasset
- 1911 : Au fond du gouffre, de Victorin Jasset
- 1912 : Le Cercueil de verre, réalisé par Émile Chautard[4]
- 1912 : Un cri dans la nuit, de Victorin-Hippolyte Jasset
- 1912 : Dans la cave, de Victorin-Hippolyte Jasset
- 1912 : Fatalité, de Victorin-Hippolyte Jasset
- 1913 : Le Sculpteur aveugle, réalisé par Émile Chautard[4]
- 1913 : La Malédiction, réalisé par Émile Chautard[4]
- 1913 : Le Cabinet d'affaires, de Victorin-Hippolyte Jasset
- 1913 : Dans la fournaise, de Victorin-Hippolyte Jasset
- 1913 : Le Semeur de ruines, de Victorin-Hippolyte Jasset
- 1913 : La Justicière - Épisode 1: Le Mystérieux Voyageur, de Gérard Bourgeois et Victorin-Hippolyte Jasset
- 1913 : Destin tragique - Épisode 1: Haine de femme, de Victorin-Hippolyte Jasset
- 1913 : Le Système du docteur Goudron et du professeur Plume, de Maurice Tourneur
- 1914 : Bagnes d'enfants, réalisé par Émile Chautard[4]
- 1914 : Figures de cire, réalisé par Maurice Tourneur
- 1914 : Le Faiseur de fous, d'Émile Chautard
- 1920 : Li-Hang le cruel, d'Édouard-Émile Violet
- 1920 : La Double Existence du docteur Morart, de Jacques Grétillat
- 1925 : Le Château de la mort lente, d'Émile-Bernard Donatien
- 1931 : Attaque nocturne, de Marc Allégret
- 1933 : L'Homme mystérieux, de Maurice Tourneur
- 1933 : Bagnes d'enfants de Georges Gauthier
- 1936 : Le Roman d'un spahi, de Michel Bernheim

## Sources
: document utilisé comme source pour la rédaction de cet article.
- Claude Mesplède (dir.), Dictionnaire des littératures policières, vol. 2 : J - Z, Nantes, Joseph K, coll. « Temps noir », 2007, 1086 p. (ISBN 978-2-910686-45-1, OCLC 315873361), p. 222-223.